# Gaillacois
Le Gaillacois est une région naturelle de France située à l'est du Bassin aquitain, dans le département du Tarn. Elle est réputée pour la qualité de ses vins.

## Géographie

### Situation
La région naturelle du Gaillacois correspond aux environs de la ville de Gaillac. Elle est entourée par les régions naturelles suivantes :

- Au nord par le Causse de Caylus et le Ségala.
- A l'est par l'Albigeois.
- Au sud, par le Frontonnais, le Lauragais et le Castrais.
- À l’ouest par le Montalbanais.

### Hydrographie
- Tarn
- Tescou
- Vère